# Плопу (комуна)
Плопу (рум. Plopu) — комуна у повіті Прахова в Румунії. До складу комуни входять такі села (дані про населення за 2002 рік):
- Гилмея (246 осіб)
- Нісіпоаса (831 особа)
- Плопу (999 осіб)
- Хирса (268 осіб)

Комуна розташована на відстані 64 км на північ від Бухареста, 12 км на північний схід від Плоєшті, 82 км на південний схід від Брашова.

## Населення
За даними перепису населення 2002 року у комуні проживали 2344 особи, усі — румуни. Усі жителі комуни рідною мовою назвали румунську.
Склад населення комуни за віросповіданням:
| Релігія       | Кількість осіб | Відсоток |
| ------------- | -------------- | -------- |
| православні   | 2299           | 98,1%    |
| лютерани      | 33             | 1,4%     |
| адвентисти    | 11             | 0,5%     |
| римо-католики | 1              | < 0,1%   |